# Theridion cameronense
Theridion cameronense är en spindelart som beskrevs av Claude Lévi 1957. Theridion cameronense ingår i släktet Theridion och familjen klotspindlar. Inga underarter finns listade i Catalogue of Life.